# Премия Британской Академии в области кино
Британская академия кинематографического и телевизионного искусства (англ. British Academy of Film and Television Arts) или BAFTA Film Awards представлены в ежегодном конкурсе, организованном в честь лучших британских и международных работ в кино. Церемонии первоначально проводились во флагманском кинотеатре Odeon на Лестер-сквер в Лондоне, а затем проходили в Королевском оперном театре с 2008 по 2016 год. С 2017 года церемония проводится в Королевском Альберт-Холле в Лондоне.

## История
Британская академия кино и телевизионных искусств (BAFTA) была основана в 1947 году как Британская киноакадемия Дэвидом Лином, Александром Корда, Кэрол Рид, Чарльзом Лоутоном, Роджером Манвеллом и другими. В 1958 году Академия объединилась с Гильдией продюсеров и режиссёров телевидения, образовав общество кино и телевидения, которое в 1976 году стало Британской академией кино и телевизионных искусств.
Заявленная благотворительная цель BAFTA — «поддерживать, развивать и продвигать художественные формы фильмов, выявляя и поощряя совершенство, вдохновляя практиков и принося пользу обществу». В дополнение к торжественным церемониям награждения BAFTA проводит круглогодичную программу образовательных мероприятий, включая показ фильмов и вечера памяти. BAFTA поддерживают около 6000 человек из индустрии кино, телевидения и видеоигр.
Награды Академии представлены в форме театральной маски, разработанной американским скульптором Мици Канлиффом в ответ на заказ Гильдии телевизионных продюсеров в 1955 году.

## Ежегодная церемония

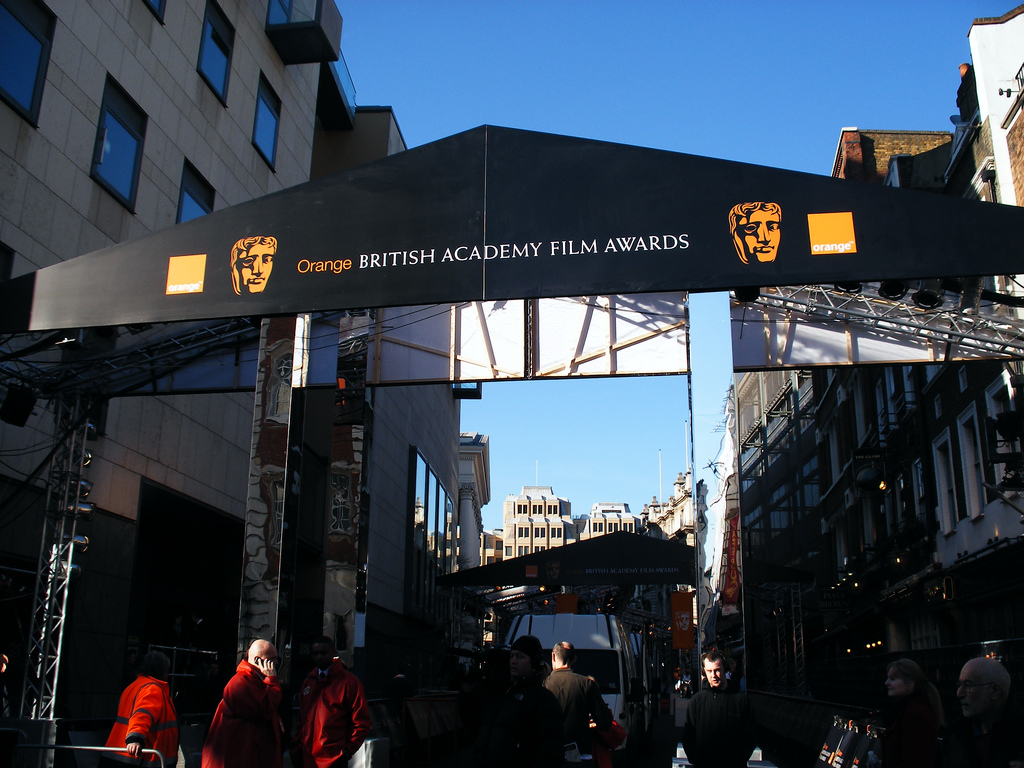
Место церемонии 2008 года.

Церемония проходила ранее в апреле или мае, но с 2001 года она проводилась в феврале, чтобы предшествовать кинопремии. Большинство наград открыты для всех национальностей, хотя есть награды за выдающийся британский фильм и выдающийся дебют от британского писателя, продюсера или режиссёра. Только британские фильмы имеют право на получение призов в категориях «Британский короткометражный фильм» и «Британская короткометражная анимация».
Церемония награждения в эфире британского телевидения в тот же вечер (с 1947 года на BBC One) и во всем мире.
Во время каждой ежегодной церемонии BAFTA делает минту чтобы отдать дань памяти тем, кто умер в отрасли за последние 12 месяцев, демонстрируя монтаж изображений в сопровождении музыки.

### Место нахождения
Церемония награждения проходит в Лондоне. С 2000 по 2007 годы церемонии проходили во флагманском кинотеатре Odeon на Лестер-сквер. В период с 2008 по 2016 год церемонии проходили в Королевском оперном театре. 70-е награды в 2017 году и последующие церемонии состоялись в Королевском Альберт-Холле.

### Спонсорство
До 2012 года сеть мобильной телефонной связи Orange спонсировала награды. Материнская компания Orange, EE, взяла на себя спонсорство мероприятия с 2013 года.

## Категории премии

### Текущие категории
- Лучший фильм: с 1948 года
- Выдающийся британский фильм года: 1948–1968, 1992–н. в.
- Лучший неанглоязычный фильм: с 1983 года
- Лучший документальный фильм: 1948–1989, 2012–н. в.
- Лучший анимационный фильм: с 2006 года
- Лучший короткометражный фильм: с 1980 года
- Лучший короткометражный анимационный фильм: с 1990 года
- Лучший дебют британского сценариста: с 1998 года
- Лучшая режиссура: с 1968 года
- Лучший адаптированный сценарий: с 1984 года
- Лучший оригинальный сценарий: с 1984 года
- Лучшая мужская роль: с 1968 года
- Лучшая женская роль: с 1968 года
- Лучшая мужская роль второго плана: с 1969 года
- Лучшая женская роль второго плана: с 1969 года
- Лучшая операторская работа: с 1969 года
- Лучший монтаж: с 1968 года
- Лучший дизайн костюмов: с 1969 года
- Лучшая работа художника-постановщика: с 1969 года
- Лучший грим и причёски: с 1983 года
- Лучшая музыка к фильму: с 1969 года
- Лучший звук: с 1969 года
- Лучшие визуальные эффекты: с 1983 года
- Лучший кастинг: с 2020 года
- Восходящая звезда: с 2006 года

### Отставные категории
- Самый многообещающий новичок в главных киноролях (1952–1984)
- Лучший сценарий для британского фильма (1955–1968)
- Лучший сценарий (1969–1983)
- Лучшая британская мужская роль (1952–1967)
- Лучшая британская женская роль (1952–1967)
- Лучшая иностранная мужская роль (1952–1967)
- Лучшая иностранная женская роль (1952–1967)
- Лучшая оригинальная песня (1983–1985)
- Премия Организации Объединённых Наций (1949–1976)

### Специальные премии
- Academy Fellowship Award: с 1971 года
- Выдающийся британский вклад в кино (с 1979 по 2006 год, известная как премия Майкла Бэлкона)

## Церемонии
| Событие              | Дата               | Ведущий                              |
| -------------------- | ------------------ | ------------------------------------ |
| первый               | 29 мая 1949 г.     |                                      |
| второй               | 29 мая 1949 г.     |                                      |
| третий               | 29 мая 1950 г.     |                                      |
| четвёртая            | 22 февраля 1951 г. |                                      |
| пятые                | 8 мая 1952 г.      |                                      |
| шестые               | 5 марта 1953 г.    |                                      |
| седьмые              | 25 марта 1954 г.   |                                      |
| восьмых              | 10 марта 1955 г.   |                                      |
| девятую              | 1 марта 1956 г.    | Вивьен Ли                            |
| десятые              | 11 июля 1957 г.    |                                      |
| одиннадцатая         | 6 марта 1958 г.    |                                      |
| двенадцатая          | 1959               |                                      |
| тринадцатая          | 22 марта 1960 г.   |                                      |
| четырнадцатый        | 6 апреля 1961 г.   |                                      |
| пятнадцатый          | 5 апреля 1962 г.   |                                      |
| шестнадцатый         | 7 мая 1963 г.      |                                      |
| семнадцатый          | 3 апреля 1964 г.   |                                      |
| восемнадцатый        | 1965               |                                      |
| девятнадцатый        | 1966               |                                      |
| двадцатый            | 1967               |                                      |
| двадцать первый      | 28 марта 1968 г.   |                                      |
| двадцать второй      | 26 марта 1969 г.   |                                      |
| двадцать третий      | 8 марта 1970 г.    |                                      |
| двадцать четвёртая   | 4 марта 1971 г.    |                                      |
| двадцать пятый       | 23 февраля 1972 г. |                                      |
| двадцать шестой      | 28 февраля 1973 г. |                                      |
| двадцать седьмой     | 6 марта 1974 г.    |                                      |
| двадцать восьмой     | 26 февраля 1975 г. |                                      |
| двадцать девятая     | 17 марта 1976 г.   |                                      |
| тридцатые            | 24 марта 1977 г.   | Эстер Ранцен Роджер Мур              |
| тридцать первый      | 16 марта 1978 г.   | Эндрю Гарднер Сюзанна Йорк           |
| тридцать второй      | 22 марта 1979 г.   | Сью Лоули Майкл Йорк                 |
| тридцать третий      | 20 марта 1980 г.   | Анна Форд Эдвард Фокс                |
| тридцать четвёртая   | 22 марта 1981 г.   |                                      |
| тридцать пятый       | 18 марта 1982 г.   |                                      |
| тридцать шестой      | 20 марта 1983 г.   | Фрэнк Бау Селина Скотт               |
| тридцать седьмой     | 25 марта 1984 г.   |                                      |
| тридцать восьмой     | 5 марта 1985 г.    | Терри Воган                          |
| тридцать девятая     | 16 марта 1986 г.   | Майкл Аспель                         |
| сороковые            | 22 марта 1987 г.   | Ронни Корбетт Ронни Баркер           |
| сорок первой         | Март 1988          | Майкл Аспель                         |
| сорок второй         | 19 марта 1989 г.   | Дэвид Димблби Анна Форд              |
| сорок третья         | 11 марта 1990 г.   | Магнус Магнуссон Салли Магнуссон     |
| сорок четвёртая      | 17 марта 1991 г.   | Ноэль Эдмундс                        |
| сорок пятая          | 22 марта 1992 г.   | Майкл Аспель                         |
| сорок шестой         | 21 марта 1993 г.   | Грифф Рис Джонс                      |
| сорок седьмой        | 15 апреля 1994 г.  | Шина Макдональд                      |
| сорок восьмой        | 9 апреля 1995 г.   | Билли Коннолли                       |
| сорок девятая        | 23 апреля 1996 г.  | Ангус Дейтон                         |
| пятидесятый          | 29 апреля 1997 г.  | Ленни Генри                          |
| пятьдесят первый     | 18 апреля 1998 г.  | Рори Бремнер                         |
| пятьдесят второй     | 11 апреля 1999 г.  | Джонатан Росс                        |
| пятьдесят третьей    | 9 апреля 2000 г.   | Джек Дочерти                         |
| пятьдесят четвёртым  | 25 февраля 2001 г. | Стивен Фрай Мариелла Фроструп        |
| пятьдесят пятая      | 24 февраля 2002 г. | Стивен Фрай                          |
| пятьдесят шестой     | 23 февраля 2003 г. | Стивен Фрай                          |
| пятьдесят седьмой    | 15 февраля 2004 г. | Стивен Фрай                          |
| пятьдесят восьмой    | 12 февраля 2005 г. | Стивен Фрай                          |
| пятьдесят девятая    | 19 февраля 2006 г. | Стивен Фрай                          |
| шестидесятый         | 11 февраля 2007 г. | Джонатан Росс                        |
| шестьдесят первой    | 10 февраля 2008 г. | Джонатан Росс                        |
| шестьдесят второй    | 8 февраля 2009 г.  | Джонатан Росс                        |
| шестьдесят третьей   | 21 февраля 2010    | Джонатан Росс                        |
| шестьдесят четвёртые | 13 февраля 2011    | Джонатан Росс                        |
| шестьдесят пятая     | 12 февраля 2012 г. | Стивен Фрай                          |
| шестьдесят шестой    | 10 февраля 2013 г. | Стивен Фрай                          |
| шестьдесят седьмая   | 16 февраля 2014    | Стивен Фрай                          |
| шестьдесят восьмой   | 8 февраля 2015 г.  | Стивен Фрай                          |
| шестьдесят девятая   | 14 февраля 2016    | Стивен Фрай                          |
| семидесятые          | 12 февраля 2017    | Стивен Фрай                          |
| семьдесят первой     | 18 февраля 2018 г. | Джоанна Ламли                        |
| семьдесят второй     | 10 февраля 2019 г. | Джоанна Ламли                        |
| семьдесят третий     | 2 февраля 2020 г.  | Грэм Нортон                          |
| семьдесят четвёртый  | 11 апреля 2021 г.  | Клара Амфо Эдит Боуман Дермот О'Лири |
| семьдесят пятый      | 13 марта 2022 г.   | Ребел Уилсон                         |
| семьдесят шестой     | 19 февраля 2023 г. | Ричард Грант                         |
| семьдесят седьмая    | 18 февраля 2024 г. | Наоми Экки Кингсли Бен-Адир          |